# Opopanax siifolius
Opopanax siifolius är en växtart i släktet Opopanax och familjen flockblommiga växter. Arten är en perenn ört som förekommer i västra och sydvästra Turkiet. Den beskrevs först av Pierre Edmond Boissier och Theodor Heinrich von Heldreich som Crenosciadium siifolium, och fick sitt nu gällande namn av Yusuf Menemen 2012.